# Hans-Josef Allelein
Hans-Josef Allelein (* 2. Januar 1952 in Aachen) ist ein deutscher Nuklearphysiker und Hochschullehrer.

## Werdegang und Karriere
Allelein studierte von 1970 bis 1977 Physik an der RWTH Aachen. Anschließend absolvierte er bis 1979 ein Promotionsstudium an der KFA Jülich und promovierte im Jahr 1981.
Bereits von 1979 bis 1986 arbeitete er bei Interatom in Bergisch Gladbach. Dort war er an der Entwicklung des SNR-300 sowie des HTR-Moduls beteiligt. Im Jahr 1987 wechselte Allelein zur Gesellschaft für Anlagen- und Reaktorsicherheit. Vier Jahre später wurde er dort Leiter der Gruppe Programme und Grundsatzfragen und ab 1993 Leiter der Codeentwicklung COCOSYS und ASTEC sowie ab 2002 Leiter der Abteilung Barrierenwirksamkeit. Von 2002 bis 2008 lehrte Allelein an der FH Oldenburg. Schließlich wurde er im Juni 2008 als Universitätsprofessor für das Fach Reaktorsicherheit und -technik an der Fakultät für Maschinenwesen der RWTH Aachen berufen.

## Positionen
Allelein ist „kein glühender Verfechter der Kernenergie, er hält sie in Deutschland aber für unverzichtbar“. Zum Dual-Fluid-Reaktor sagte Allelein im März 2020, dass es „ein System [sei], das so nicht in absehbarer Zeit realisiert werden kann“.

## Privates
Allelein ist Vorsitzender eines Trägervereins für Offene Jugendarbeit. Er ist mit Hildegard, geb. Fleischmann, verheiratet. Das Paar hat drei erwachsene Kinder.

## Publikationen (Auswahl)

### Fachbücher
- Hans-Josef Allelein: Kernkraftwerke. In: Richard Zahoransky (Hrsg.): Energietechnik. Springer Fachmedien Wiesbaden, Wiesbaden 2022, ISBN 978-3-658-34830-4, S. 103–183, doi:10.1007/978-3-658-34831-1_5.
- Albert Ziegler, Hans-Josef Allelein (Hrsg.): Reaktortechnik. Springer Berlin Heidelberg, Berlin, Heidelberg 2013, ISBN 978-3-642-33845-8, doi:10.1007/978-3-642-33846-5.

### Fachartikel
- Allen George, Stephan Kelm, Xu Cheng, Hans-Josef Allelein: Efficient CFD modelling of bulk condensation, fog transport and re-evaporation for application to containment scale. In: Nuclear Engineering and Design. 2023, Band 401, S. 112067 doi:10.1016/j.nucengdes.2022.112067.
- René Vennemann, Michael Klauck, Hans-Josef Allelein: Experimental Investigation On the Retention of Soluble Particles by Pool Scrubbing. In: Journal of Nuclear Engineering and Radiation Science. 2021 doi:10.1115/1.4051250.
- Hans-Josef Allelein, S. Kasselmann, André Xhonneux, Francesco Tantillo, A. Trabadela, D. Lambertz: First results for fluid dynamics, neutronics and fission product behavior in HTR applying the HTR code package (HCP) prototype. In: Nuclear Engineering and Design. 2016 doi:10.1016/j.nucengdes.2016.04.028.
- S. Kasselmann, O. Schitthelm, F. Tantillo, Sarah Scholthaus, Carsten Rössel, Hans-Josef Allelein: Development of a new nuclide generation and depletion code using a topological solver based on graph theory. In: Nuclear Engineering and Design. 2016 doi:10.1016/j.nucengdes.2016.03.016.
- Hans-Josef Allelein, St. Kasselmann, André Xhonneux, Sascha Herber: Progress on the development of a fully integrated HTR code package. In: Nuclear Engineering and Design. 2012 doi:10.1016/j.nucengdes.2011.09.053.